# كينغز كويست II
كينغز كويست II: رومانسنغ ذا ثورون (بالإنجليزية: King's Quest II: Romancing the Throne)‏ ، هي الجزء الثاني من سلسلة لعبة كينغز كويست، أنتجت سنة 1985م، وأعيد إصدارها سنة 1987م.

## مصدر
1. ↑  Andreadis، Kosta (9 فبراير 2014). "A Year of Adventure #2: King's Quest II & III". IGN. Ziff Davis. مؤرشف من الأصل في 2017-02-02. اطلع عليه بتاريخ 2015-02-15.
2. ↑  Spear 1991، صفحات 474–475

## وصلات خارجية
- King's Quest II technical help on the Sierra Help Pages
- AGD Interactive remake